# NGC 132
NGC 132 је спирална галаксија у сазвежђу Кит која се налази на NGC листи објеката дубоког неба.
Деклинација објекта је + 2° 5' 35" а ректасцензија 0h 30m 10,6s. Привидна величина (магнитуда) објекта NGC 132 износи 12,7 а фотографска магнитуда 13,5. NGC 132 је још познат и под ознакама UGC 301, MCG 0-2-63, CGCG 383-32, KUG 0027+018, IRAS 00276+0149, PGC 1844.